# آدری هپبورن
آدری هِپبورن (انگلیسی: Audrey Hepburn؛ ۴ مهٔ ۱۹۲۹ – ۲۰ ژانویهٔ ۱۹۹۳) بازیگر و خیّر بریتانیایی بود. او به‌عنوان یکی از نمادهای فیلم و مد شناخته می‌شود و از سوی انستیتوی فیلم آمریکا به‌عنوان سومین افسانهٔ زن در سینمای کلاسیک هالیوود رتبه‌بندی شد و نامش در فهرست بین‌المللی خوش‌لباس‌ترین‌ها در تالار مشاهیر قرار گرفت.
هپبورن در خانواده‌ای اشرافی در ایکسل، بروکسل زاده شد و بخش‌هایی از دوران کودکی خود را در بلژیک، انگلستان و هلند گذراند. او در سال ۱۹۴۵ با سونیا گاسکل در آمستردام و از سال ۱۹۴۸ با ماری رامبرت در لندن به تحصیل پرداخت. او در نقش یک دختر از سرایندگان در تولیدات تئاتر موزیکال وست اند شروع به اجرا کرد و سپس در چندین فیلم حضور کوتاه داشت. او در سال ۱۹۵۱ در نمایشنامهٔ جیجی و در تئاتر برادوی به ایفای نقش پرداخت که همان زمان توسط کولت، مصنف نمایش‌نامه، کشف شد. هپبورن برای بازی در کمدی رمانتیک تعطیلات رمی (۱۹۵۳) به شهرت رسید و اولین بازیگر زنی بود که برای یک نقش‌آفرینی تکی برندهٔ یک جایزهٔ اسکار، یک جایزهٔ گلدن گلوب و یک جایزهٔ بفتا می‌شود. او در همان سال برای اجرای نمایش اوندین برندهٔ جایزهٔ تونی بهترین بازیگر زن شد.
هپبورن بعداً در چندین فیلم موفق نقش‌آفرینی کرد؛ کمدی-درام سابرینا (۱۹۵۴)، موزیکال مضحک‌روی (۱۹۵۷)، درام داستان راهبه (۱۹۵۹)، کمدی رمانتیک صبحانه در تیفانی (۱۹۶۱)، تریلر معما (۱۹۶۳) و موزیکال بانوی زیبای من (۱۹۶۴). او در سال ۱۹۶۷ در فیلم تریلر تا تاریکی صبر کن ایفای نقش کرد و برای این اجرا نامزد دریافت جوایز اسکار، گلدن گلوب و بفتا شد. او بعد از آن به‌صورت گهگاهی در چندین فیلم ظاهر می‌شد که یکی از آن‌ها فیلم ماجراجویی رابین و ماریان (۱۹۷۶) بود. آخرین اجرای ضبط‌شدهٔ او در مجموعهٔ تلویزیونی مستند باغ‌های جهان با آدری هپبورن (۱۹۹۰) بود.
هپبورن برندهٔ سه جایزهٔ بفتا در رشتهٔ بهترین بازیگر زن بریتانیایی در نقش اصلی شد. به او برای قدردانی از فعالیت در زمینهٔ سینما، جایزهٔ یک عمر دستاورد بفتا، جایزهٔ گلدن گلوب سیسیل بی دمیل، جایزهٔ یک عمر دستاورد هنری انجمن بازیگران فیلم و جایزهٔ ویژهٔ تونی اهدا شد. او یکی از شانزده نفری است که برندهٔ جوایز اسکار، امی، گرمی و تونی شده‌اند. هپبورن بعدها در زندگی بیشتر وقت خود را به یونیسف اختصاص داد که از سال ۱۹۵۴ در آن مشارکت داشته بود. مابین سال‌های ۱۹۸۸ و ۱۹۹۲، او در برخی از فقیرترین جوامع آفریقا، آمریکای جنوبی و آسیا فعالیت داشت. در دسامبر ۱۹۹۲، او نشان افتخار آزادی رئیس‌جمهوری را به‌عنوان سفیر حسن نیت یونیسف دریافت کرد و یک ماه بعد، در ۶۳سالگی بر اثر سرطان آپاندیس در خانه‌اش در سوئیس درگذشت.

## ابتدای زندگی
آدری هپبورن با نام اصلی آدری کاتلین راستن (به انگلیسی: Audrey Kathleen Ruston) در ۴ مه ۱۹۲۹ در شهر بروکسل پایتخت بلژیک زاده شد. پدرش جوزف ویکتور آنتونی راستن (به انگلیسی: Joseph Victor Anthony Ruston)، بانکدار ثروتمند بریتانیایی و مادرش بارونِس الا فون همسترا (به هلندی: Ella van Heemstra) هلندی بود. او از ازدواج قبلی مادرش دو برادرخوانده نیز داشت. دوران کودکی‌اش را در زمان جنگ جهانی دوم، در هلند سپری کرد. شانزده‌ساله بود که برای همیشه هلند را ترک کرد و به انگلستان رفت.

## دوران هنری
استعداد او در دوران مدرسه توسط یک بالرین کشف شد ولی به‌دلیل جنگ جهانی دوم نتوانست به کار خود ادامه دهد. اما این عشق نسبت به باله همیشه در وجود او بود تا بالاخره از همان طریق نیز وارد عالم سینما شد. استعداد بازیگری آدری هپبورن روی صحنهٔ تئاتر و با نمایش «ژی‌ژی» شکوفا شد. این اثر نویسندهٔ فرانسوی کولت قبلاً در سینما و تئاتر اجرا شده بود، اما در صحنهٔ تئاتر برادوی نیویورک و با بازی آدری هپبورن بود که سیمای دخترکی ساده‌دل و مهربان به نام ژی‌ژی به‌طور واقعی جان گرفت. وی روزی در لابی یک هتل با چند موزیسین در حال رقص بود که کارگردان تئاتر ژی‌ژی که هنوز به دنبال بازیگر نقش اولش بود او را می‌بیند و با وجود رد درخواست توسط آدری او با اصرار او را وارد نمایش خود می‌کند. این نمایش درآمد و شهرت نسبتاً خوبی برای وی به دنبال داشت.
پس از نقش‌هایی کوتاه در چند فیلم بریتانیایی، توسط ویلیام وایلر برای ایفای نقش «پرنسس آن» انتخاب شد. هپبورن در سال ۱۹۵۳ در اولین فیلم آمریکایی خود به نام تعطیلات رومی به کارگردانی ویلیام وایلر شرکت کرد و در کنار گریگوری پک بازی خوبی ارائه داد که برای او یک جایزهٔ اسکار به ارمغان آورد. تهیه‌کنندگان این فیلم در ابتدا الیزابت تیلور را برای این نقش در نظر داشتند، اما کارگردان این فیلم سخت تحت تأثیر تست‌های صحنهٔ آدری هپبورن قرار گرفت و نقش را به او واگذار کرد. آدری هِپبورن، برای بازی در فیلمِ تعطیلات رومی، موفق به دریافت سه جایزهٔ اسکار، گلدن گلوب و بَفتا شد، تا پیش از وی هیچ بازیگر زنی موفق به دریافت هم‌زمانِ این سه جایزهٔ مهمِ سینمایی برای یک نقش‌آفرینی نشده‌بود.

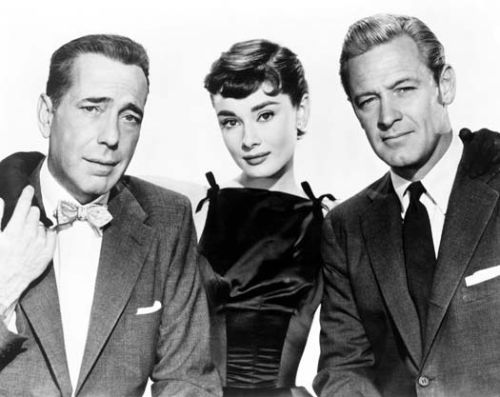
هپبورن به‌همراه ویلیام هولدن و همفری بوگارت در سابرینا.

در سال ۱۹۵۴ با بازی در فیلم «سابرینا» به کارگردانی بیلی وایلدر، در کنار هامفری بوگارت و ویلیام هولدن، ظاهر شد.
هپبورن در کنار مل فرر در فیلم «جنگ و صلح»، اقتباسی ادبی از اثری هم‌نام از تولستوی، نیز به‌طور مشترک در صحنه ظاهر شدند. آدری هپبورن در سال ۱۹۵۷ باز هم برای بیلی وایلدر در فیلم عشق در بعدازظهر نقش‌آفرینی کرد. به‌باور برخی منتقدان، هپبورن در این فیلم‌ها وجه تازه‌ای از اروتیسم را به تماشاگران سینما معرفی کرد.
آدری هپبورن سه ماه از تولد پسرش نگذشته بود که در سال ۱۹۶۱ بازی در فیلم صبحانه در تیفانی به کارگردانی بلیک ادواردز را شروع کرد. شمایلی که هپبورن از یک زن آزاد ساخت، بعدها به‌عنوان زن دههٔ شصتی شهرت پیدا کرد. هپبورن با این فیلم برای چهارمین بار نامزد دریافت جایزهٔ اسکار شد. این فیلم بر اساس داستانی به همین نام از ترومن کاپوتی ساخته شده‌است.
هپبورن در طول فعالیت‌های هنری خود با هنرپیشگان صاحب‌نامی همکاری داشت، از جمله با کری گرانت در فیلم «معما». این فیلم در سال ۱۹۶۳ به پردهٔ سینماها راه یافت و کارگردانی آن را استنلی دانن برعهده داشت. گرانت پیشتر بازی در مقابل آدری در فیلم‌های تعطیلات رمی و سابرینا را رد کرده بود.
بهترین جلوهٔ این تیپ سینمایی تازه در فیلم موزیکال «بانوی زیبای من» دیده می‌شود که در سال ۱۹۶۴ به کارگردانی جرج کیوکر ساخته شد. آدری هپبورن در نقش دخترکی عامی و فقیر ظاهر می‌شود که به محافل اشرافی راه پیدا می‌کند.
«رابین و ماریان» یکی از دو فیلمی است که در دههٔ ۱۹۷۰ با بازیگری آدری هپبورن ساخته شد. هپبورن در این فیلم که داستانی کم‌وبیش متفاوت از ماجرای رابین هود را به تصویر می‌کشد، در کنار شان کانری نقش‌آفرینی کرد.

## دیگر فعالیت‌ها
از سال ۱۹۸۳ تا پایان زندگی‌اش سفیر یونیسف بود و مدال آزادی ریاست‌جمهوری را به‌سبب کمک‌های خیرخواهانه‌اش دریافت کرد. در ماه مارس سال ۱۹۸۸ سازمان یونسکو آدری هپبورن را به‌عنوان فرستادهٔ ویژه برای یاری به کودکان فقیر و گرسنه تعیین کرد. او بارها به مناطق بحرانی و قحطی‌زدهٔ آفریقا سفر کرد تا اندکی از رنج محرومان بکاهد.
آدری هپبورن در عرصهٔ مدل مو و به‌ویژه مد لباس نیز الگوی بسیاری از دختران و زنان بود. درخور توجه آنکه طراحی و دوخت لباس‌های او در فیلم‌ها را همواره ژیوانشی، طراح پرآوازهٔ مد، برعهده داشت. لباسی که هپبورن در ابتدای فیلم صبحانه در تیفانی بر تن دارد، در سال ۲۰۰۶ در حراج کریستی به مبلغ ۶۹۲ هزار دلار به فروش رفت.

## زندگی خصوصی
آدری هپبورن در ۲۵ سپتامبر ۱۹۵۴ با مل فرر ازدواج کرد. این ازدواج نزدیک به پانزده سال به طول انجامید. آدری هپبورن و مل فرر در سال ۱۹۶۰ از این ازدواج صاحب فرزندی به نام «شان» شدند. وی در ۵ دسامبر ۱۹۶۸ از مل طلاق گرفت. در ۱۸ ژانویه ۱۹۶۹ با آندره دوتی ازدواج نمود و در ۲۱ سپتامبر ۱۹۸۲ از وی جدا شد. وی از ازدواج دوم خویش نیز صاحب یک فرزند پسر به نام «لوکا» (زادهٔ ۱۹۷۰) شد.

## درگذشت
آدری هپبورن در ۲۰ ژانویهٔ ۱۹۹۳ در اثر ابتلا به بیماری بسیار نادر سرطان آپاندیس در سن ۶۳ سالگی در تولوشنا، وو، سوئیس درگذشت و در همان‌جا به خاک سپرده شد.

## میراث
خط هوایی کاال‌ام در ۲۰۱۴ یک هواپیمای مک‌دانل داگلاس ام‌دی-۱۱ را به نام آدری هپبورن نام‌گذاری کرد. چهرهٔ سوفیا (ربات) از این هنرپیشه نمونه‌برداری شده‌است. در سال ۱۹۹۹، بنیاد فیلم آمریکا (American Film Institute)، وی را سومین ستارهٔ بزرگ بازیگران زن در همهٔ دوران معرفی کرد. پیتر باگدانویچ او را آخرین معصوم سینما می‌داند.

## معصوم سینما
این صفتی است که توسط پژوهشگران سینما به وی بعضا داده شده است. با تمام وجوه تفسیری راجع به پیدایش این لقب، می توان به فیلم عشق در بعد از ظهر اشاره داشت. در سکانس پایانی آریان با شال سفید که مو و گلویش را تقریباً کامل پوشیده، ظاهر می‌شود. این شال در واقع نشان‌دهنده پاکی و معصومیت آریان است و بر آن تأکید می‌کند. او هنوز پاک است و در اینجا این ایده رمانتیک عاشقانه را مطرح می‌کند که عشق درست همان عشق پاک و معصومانه است.